# Tramlijn Arnhem - Lent
De tramlijn Arnhem - Lent was een stoomtramlijn van de Schipbrug aan de zuidzijde van de Nederrijn bij Arnhem via Elst naar Lent waar deze aansloot op de veerdienst naar Nijmegen.

## Geschiedenis
De tramlijn werd geopend op 14 december 1908 door de Betuwsche Stoomtramweg-Maatschappij (BSM) met een spoorwijdte van 1067 mm (kaapspoor). Door toenemende concurrentie van vervoer over de weg en exploitatietekorten werd het gedeelte tussen Elden en Lent al in 1920 weer gesloten en opgebroken. 